# Braç anticodó
El braç anticodó, determinant de l'aminoàcid del tRNA, és la seqüència de tres nucleòtids corresponents i complementaris a les tres bases del codó localitzat a l'ARN missatger (mRNA).
Un anticodó és la seqüència que pot contenir qualsevol de les següents bases nitrogenades: adenina (A), guanina (G), uracil (U) o citosina (C) en una combinació de tres nucleòtids, de tal manera que funciona com un codi. Aquest codi o seqüència és complementària a l'altra seqüència de nucleòtids de l'ARN missatger, és a dir, del codó. Els anticodons sempre es troben en les molècules d'ARN de transferència i sempre se situen en sentit 3'→ 5'. L'estructura d'aquests tRNA és similar a un trèvol, de tal manera que es divideix en quatre bucles (o llaços) i en un dels bucles es troba l'anticodó. Aquest bucle és essencial per a poder realitzar el procés de síntesi de proteïnes en la gran majoria de les cèl·lules vives.

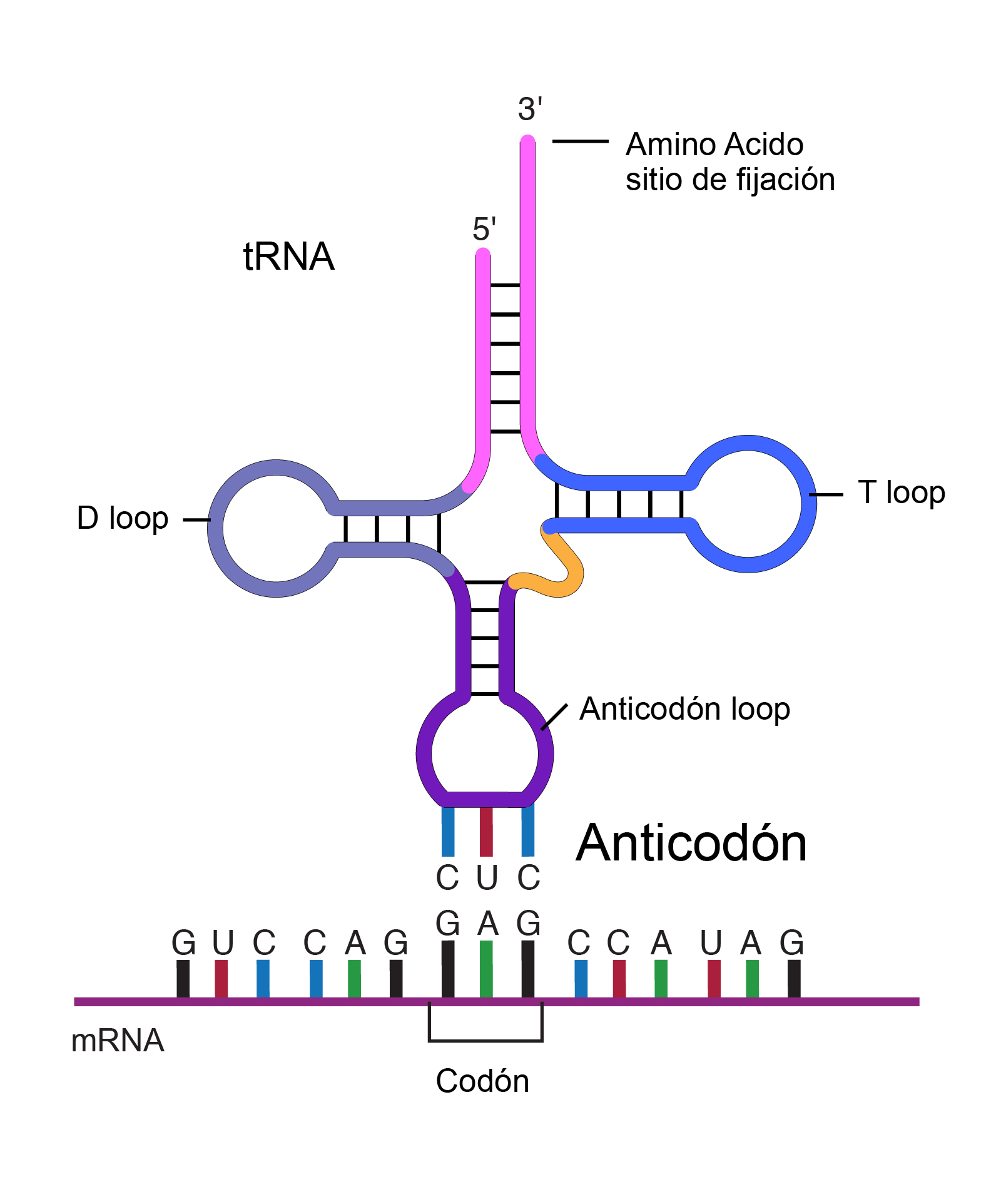
Procés de traducció entre l'anticodó del tRNA i el codó del mRNA.

## Reconeixement dels anticodons
El reconeixement entre codons i anticodons és antiparal·lel; és a dir, que un se situa en direcció 5 '-> 3' mentre que l'altre s'acobla oposadament en sentit 3 '-> 5'. El procés del reconeixement entre les dues seqüències de tres nucleòtids (triplets) és fonamental per a poder realitzar la traducció; és a dir, per fer possible la síntesi de proteïnes dins el ribosoma. Així, durant la traducció les molècules d'ARN missatger són "llegides" a través del reconeixement dels seus codons per part dels anticodons dels ARN de transferència. Aquestes molècules reben aquest nom donat que s'encarreguen de transferir l'aminoàcid específic a la molècula de proteïna que s'està formant dins el ribosoma. Addicionalment, alguns codons són reconeguts per anticodons en molècules d'ARN de transferència que no tenen cap aminoàcid unit; aquests són els anomenats codons de stop.

## La importància del braç anticodó
El braç anticodó és considerablement necessari perquè és on les importants modificacions químiques es produeixen. Una de les modificacions més importants és la que es troba a la primera posició de la seqüència d'anticodó. Aquí és on la desaminació de l'adenosina produeix inosina. Aquesta és capaç d'interaccionar amb les 3 bases (A, C i U) i de tenir inosina en aquesta posició; el mateix tRNA pot llegir i fer interaccions amb 3 codons diferents. Els codons que difereixen en la tercera base poden ser reconeguts per l'ARN de transferència, mentre que els que difereixen a la primera i segona no. La hipòtesi del 'bamboleo' tracta d'explicar això esmentat anteriorment suggerint que la tercera base dels anticodons del tRNA permet un cert joc (o 'bamboleo'), i d'aquest mode pot unir-se múltiples cops. La posició de la inosina s'anomena oscil·lació i la posició entre codó i anticodó simplifica la redundància del codi genètic.

### La hipòtesi de bamboleo
La hipòtesi de bamboleo proposa que les unions entre el tercer nucleòtid del codó de l'mRNA i el primer nucleòtid de l'anticodó del tRNA són menys específiques que les unions entre els altres dos nucleòtids del triplet. Crick va descriure aquest fenomen com un "balanceig" en la tercera posició de cada codó. Alguna cosa passa en aquesta posició que permet que les unions siguin menys estrictes del normal. Aquest fenomen també es coneix com ‘balanceig’ o ‘tamboleo’. Aquesta hipòtesi de Crick explica com l'anticodó d'un tRNA donat pot aparellar-se amb dos o tres codons de ARN missatger diferents.
Aquest biòleg i professor va proposar que, ja que l'aparellament de bases és menys estricte del normal, s'estableix un cert "balanceig" o una afinitat menor en aquest lloc. Com a resultat, un únic tRNA sovint reconeix dos o tres dels codons relacionats que especifiquen un aminoàcid donat. Normalment, però, els enllaços d'hidrogen entre les bases dels anticodons d'ARN de transferència i els codons d'ARN missatger segueixen les regles estrictes d'aparellament de bases només per a les dues primeres bases del codó. No obstant això, no ocorre aquest efecte en totes les posicions de les terceres posicions de cada codó d'ARNm.
| Diferències entre anticodó i codó                                                                                          | Diferències entre anticodó i codó |
| --- | --- |
| Codó | Anticodó |
| Son unitats de trinucleótidos en l'ADN o mRNA, que codifiquen un aminoàcid específic en la síntesi de proteïnes.           | Son unitats trinucleotide en els tRNAs, complementaris als codons en mRNAs. Permeten que els tRNA subministrin els aminoàcids correctes durant la producció de proteïnes. |
| Transfereixen la informació genètica des del nucli on es troba l'ADN als ribosomes on es realitza la síntesi de proteïnes. | Són l'enllaç entre la seqüència de nucleòtids de l'mRNA i la seqüència d'aminoàcids de la proteïna.                                                                       |
| El codons estan ubicats a la molècules d'ADN i mRNA.                                                                       | El anticodó es troba en el braç anticodó de la molècula de tRNA. |
| El codó en l'mRNA és complementari a un triplet de nucleòtids de cert gen en l'ADN.                                        | L'anticodó és complementari al codó respectiu. |
| Un mRNA conté una quantitat de codons.                                                                                     | Un tRNA conté un anticodó. |

## Funcions de l'anticodó
La principal funció dels anticodons és el reconeixement específic dels triplets que formen els codons en les molècules d'ARN missatgers. Aquests codons són les instruccions que s'han copiat des d'una molècula d'ADN per a dictar l'ordre dels aminoàcids en una proteïna.
Com la transcripció (la síntesi de còpies d'ARN missatger) ocorre en direcció 5 '→ 3', els codons de l'ARN missatger posseeixen aquesta orientació. Per tant, els anticodons presents en les molècules d'ARN de transferència han de tenir l'orientació contrària, 3 '→ 5'.
Aquesta unió es dona gràcies a la complementarietat. Per exemple, si un codó és 5'-AGG-3 ', l'anticodó és 3'-UCC-5'. Aquest tipus d'interacció específica entre codons i anticodons és un pas important que permet que la seqüència de nucleòtids en l'ARN missatger codifiqui una seqüència d'aminoàcids dins d'una proteïna.

## Descripció de l’ús dels gens per a crear les proteïnes
La informació genètica que es necessita per a sintetitzar les proteïnes se situa al mRNA en forma d'una seqüència de nucleòtids (Guanina, Adenina, Timina i Citosina). Aquests s'organitzen en codons o en forma de triplets i es tradueixen amb l'ajuda de l'ARN de transferència. Quan la traducció s'acaba, l'anticodó obtingut en forma d'ARN s'acobla a les bases complementàries corresponents (on la Timina és reemplaçada per Uracil, ja que és ADN i s'uneix a l'Adenina, la seva base complementària). Cada conjunt de tres nucleòtids codifica un aminoàcid concret per a cada proteïna (es pot saber a partir de la taula de múltiples combinacions de les diverses bases nitrogenades). Al tRNA corresponent se li acobla el codó d'mRNA i, seguidament, les diverses molècules de l'ARN de transferència transporten els múltiples aminoàcids formats cap als ribosomes, els orgànuls on se sintetitzen les proteïnes. Cada codó té un sol anticodó i viceversa. Tot i això, alguns aminoàcids tenen diversos codons i anticodons associats.

## Procés de traducció
La formació de les proteïnes necessàries i essencials a partir de la informació que ve donada per una seqüència de bases nitrogenades marcada en els nucleòtids de l'ADN rep el nom de traducció, ja que es passa d'un llenguatge construït amb tres bases nitrogenades a un altre construït amb un únic aminoàcid per a cada triplet. Aquesta informació proporcionada pels diversos aminoàcids es converteix en les proteïnes, unes molècules formades per aminoàcids capaces de fabricar matèria, fer funcionar el metabolisme, fabricar noves cèl·lules i teixits, etc.
La traducció és un procés complex, precís i ràpid pel qual el missatge escrit en els nucleòtids (mRNA) es transforma en aminoàcids, que es polimeritzen i produeixen diverses cadenes peptídiques. Els diferents ARN de transferència són molècules que tenen una funció molt important en aquest procés de traducció de l'ARN missatger (mRNA) en proteïnes. El procediment es dona mitjançant la interacció del seu anticodó amb els codons del mRNA. Aquest ARN de transferència específic porta amb ell l'aminoàcid correcte que s'uneix a la proteïna. D'aquesta manera, els passos a seguir per a la formació de cada proteïna es troben a l'ARN missatger. Cada ARN de transferència conté un triplet d'anticodons diferent el qual pot formar tres parelles de bases complementàries a diversos codons per a un sol aminoàcid. Diversos anticodons poden ser combinats amb més d'un codó a causa d'un fenomen conegut com a« aparellament de bases wobble». Sovint, el primer nucleòtid de l'anticodó no es troba a l'ARNm com, per exemple, la inosina, que es pot unir hidrogen a més d'una base en la posició del codó corresponent.

### Fases de la traducció
1. Iniciació: comença a l'extrem 5' de la seqüència del gen transcrit i iniciat pel triplet anomenat AUG que s'associa a la subunitat major de ribosoma. Aquest uneix aquest triplet de ARNm a un ARNt específic de manera que l'mRNA arriba fins al ribosoma que està separat en dues subunitats i s'uneix a la subunitat major; i després a continuació s'uneix la subunitat menor. En els ribosomes hi ha dos llocs diferents, l'anomenat lloc P (= peptidil) i el lloc A (= aminoacil). L'mRNA s'uneix de manera que el primer codó es col·loca en el lloc P. Aquest primer codó és majoritàriament sempre el mateix en tots els mRNA, és l'AUG llegit des de l'extrem 5', que codifica l'aminoàcid Metionina, amb el qual s'inicien tots els processos de traducció cel·lular. A continuació arriba fins a aquest lloc P un tRNA amb l'aminoàcid Metionina, i al lloc A arriba un altre tRNA amb el següent aminoàcid que correspongui, segons les bases del segon triplet. Justament en aquest moment, un enzim uneix els dos aminoàcids mitjançant un enllaç peptídic i tot el complex es desplaça una posició cap al primer codó, de tal manera que ara el dipèptid es col·loca en el lloc P (peptidil) i queda lliure el lloc A (aminoacil).
2. Elongació: quan queda lliure el lloc aminoacil s'acosta un nou tRNA, segons la seqüència del seu anticodó, portant un nou aminoàcid, tornant a crear-se un enllaç peptídic i repetint-se el desplaçament del complex.[5] Aquests processos es repeteixen sempre que el codó que apareix en el lloc A tingui sentit.
3. Terminació de la cadena polipeptídica: en un moment determinat pot aparèixer en el lloc A un dels codons sense sentit o de terminació (codons STOP), de manera que no entra cap nou tRNA i el pèptid s'acabat, desprenent-se de l'anterior tRNA i alliberant-lo al citoplasma al mateix temps que els ribosomes queden preparats per a iniciar una nova traducció. Amb altres paraules, quan el ribosoma es posa en contacte amb un dels triplets (UAA, UAG, UGA) els quals no codifiquen, se separen del ARNm i s'allibera la cadena proteica formada.

## Estructura i forma del ARN de transferència
Els tRNA tenen una longitud de 76-90 nucleòtids i adopten una estructura terciària en forma de L que els permet encaixar en llocs d’unió als ribosomes. Els tRNA pateixen importants modificacions post-transcripcionals importants per al correcte plec terciari del tRNA, inclosa la conformació del bucle de la tija de l'anticodó (ASL). Les modificacions de l'ARN que es troben a l'anticodó i als nucleòtids veïns de l'ASL contribueixen a la precisió i velocitat de la traducció mitjançant l'estabilització de les interaccions entre l'anticodó i el codó. Després de la descodificació, aquestes modificacions de tRNA també són importants durant la translocació dels parells mRNA-tRNA i també estan implicades en el manteniment del marc de mRNA.
En el codi genètic, és freqüent que un sol aminoàcid sigui específic per a les quatre possibilitats de tercera posició, o almenys per les purines i les pirimidines. Com a exemple hi ha l'aminoàcid glicina codificat per les quatre seqüències de codons GGU, GGC, GGA i GGG.
Tanmateix, moltes cèl·lules contenen menys tipus d'ARN de transferència perquè aquesta base ondulada és capaç de lligar-se a més d'un codó que, no necessàriament, especifica per un sol determinat aminoàcid. Cal traduir tots els codons de sentit, amb un mínim de 31 tRNAs. La molècula encarregada de traduir el llenguatge basat en els nucleòtids en aminoàcids és l'ARNt. L'ARN de transferència vol adaptar un aminoàcid específic amb un codó concret en unir-se a aquest a través de les tres bases complementàries, que formen el seu propi anticodó. En resum, en aquests processos hi ha tres comopnents: el mRNA (el llibre que es vol traduir), el mRNA procariòtic i l'ARNt (el traductor).

## Els ribosomes: on es produeix la traducció

### Estructura principal
Les proteïnes dels éssers vius es fabriquen en els ribosomes, els orgànuls cel·lulars que es troben en el citoplasma dels eucariotes. Els ribosomes són els orgànuls citoplasmàtics en els quals s'enfronten l'mARN i els tARN que porten aminoàcids concrets i on es produeix l'enllaç peptídic o també coneguda com a formació de proteïnes. Els ribosomes es caracteritzen pels seus coeficients de sedimentació, expressats en unitats Svedberg (S). El ribosoma procariòtic té un coeficient de sedimentació de 70 S, on la seva subunitat gran és de 50 S i la petita de 30 S, mentre que l'eucariòtic és de 80 S. La subunitat gran eucariota és de 60 S i la petita, de 40 S.

### Complexitat ribosòmica
El ribosoma és un complex de diverses molècules d'ARN i de diverses proteïnes. La subunitat gran procariòtica està formada per dues molècules diferents d'ARN i per 31 proteïnes i la subunitat petita per dues molècules d'ARN i 21 proteïnes. La subunitat gran eucariòtica està formada per tres molècules d'ARN petites i 49 proteïnes mentre que la petita conté un ARN només i 33 proteïnes. Les proteïnes dels ribosomes tenen un paper estructural, així, l'activitat catalítica implicada en la formació dels enllaços peptídics entre dos aminoàcids consecutius no resideix en una proteïna, sinó en la molècula d'ARN de 23 S o 28 S (segons es tracti d'un ribosoma procariòtic o eucariòtic), de la subunitat gran.

### Aparellament de bases Watson–Crick
La correcta selecció del tRNA per a cada codó d'mRNA es basa en l'aparellament de bases Watson – Crick entre els dos primers nucleòtids del codó i els nucleòtids 36 i 35 de l'anticodó. Tanmateix, no cal que la interacció entre l'últim i tercer nucleòtid del codó i el nucleòtid anticodó 34 sigui Watson - Crick. Es pot formar un parell de Guanina i Uracil o un parell de nucleòtids anticodons 34 i codons modificats. Gràcies a la modificació del nucleòtid 34 es poden permetre interaccions no Watson-Crick amb el tercer nucleòtid de l'mRNA que el ribosoma accepta a continuació. També, amb la interacció de la flexibilitat dels codons que cada tRNA pot descodificar, es pot desintegrar el codi genètic. Per tant, es pot entendre perquè les modificacions de tRNA al nucleòtid 34 tenen un paper important i essencial en el procés de descodificació.